# Il leopardo, la capra e la batata
Il leopardo, la capra e la batata è un racconto popolare appartenente alla cultura Hausa,  diffusa nell'Africa occidentale con una significativa presenza in nazioni come la Nigeria, il Sudan, il Camerun, il Ghana, la Costa d'Avorio e il Ciad.

## Genere letterario
Il racconto è catalogabile nell'ambito dei racconti-dilemma, ossia di quelli incentrati sull'aspetto morale della vita, dell'
uomo, e delle sue azioni, raccontati con il preciso scopo di indurre un dibattito su particolari tematiche, quali la famiglia e la vita comunitaria.
In questo tipo di racconti, talvolta, non è prevista né una soluzione al problema né tanto meno risposte e per questo motivo sono anche chiamati indovinelli ed enigmi, perché è considerato prioritario il dibattito innescato dal racconto, che peraltro risulta tutt'altro che infruttuoso e sterile, dato che, generalmente, vige la figura di un moderatore svolta da un anziano saggio che cerca di riassumere le varie opinioni usando una buona dose di eloquenza.

## Trama
Il racconto è una specie di rompicapo, nel quale il protagonista, costretto a scappare dal suo paese, deve attraversare un fiume con una canoa molto stretta e quindi deve scegliere quale bene prezioso di sua proprietà può singolarmente traghettare: il leopardo, la capra e la batata.
L'autore elenca le varie possibilità ed in questo caso annovera anche le conseguenze e la soluzione.

Il fuggitivo dovrà traghettare nell'ordine, prima la capra, poi la batata ed infine il leopardo, con l'accortezza di eseguire un viaggio supplementare per la capra, per evitare che venga mangiata dal leopardo.